# Hajnice
Hajnice är en ort i Tjeckien. Den ligger i den nordöstra delen av landet, 110 km öster om huvudstaden Prag. Hajnice ligger 599 meter över havet och antalet invånare är 897.
Terrängen runt Hajnice är kuperad åt sydväst, men åt nordost är den platt. Hajnice ligger uppe på en höjd.Runt Hajnice är det ganska glesbefolkat, med 27 invånare per kvadratkilometer. Närmaste större samhälle är Trutnov, 9,5 km norr om Hajnice. I omgivningarna runt Hajnice växer i huvudsak blandskog.